# 外廚增十七
船尾座22，又名BD-12 2490，HD 70673、SAO 154177、HR 3289，是船尾座的一颗恒星，视星等为6.11，位于銀經235.52，銀緯13.5，其B1900.0坐标为赤經8h 18m 4.8s，赤緯-12° 13.5′ 0″。